# Botschaft der Republik Kuba (Bonn)

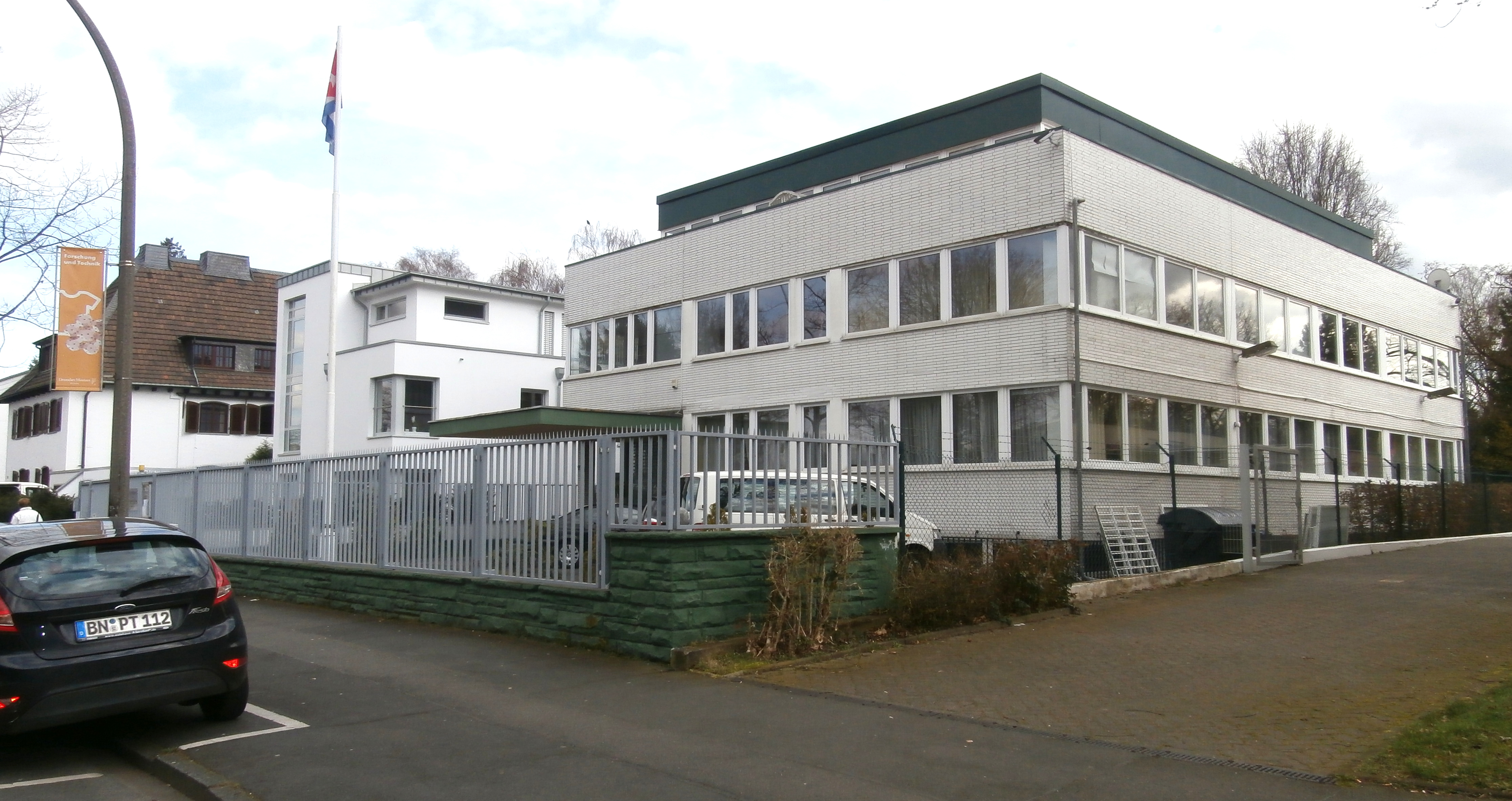
Außenstelle der Botschaft der Republik Kuba (2014)

Die Botschaft der Republik Kuba in der Bundesrepublik Deutschland hatte von 1976 bis 1999 ihren Sitz im Bonner Stadtbezirk Bad Godesberg. Seither besteht hier eine Außenstelle der Botschaft. Das Botschaftsgebäude befindet sich im Ortsteil Plittersdorf an der Kennedyallee (Hausnummern 22–24).

## Geschichte
Kuba verfügte ab 1952 über eine Gesandtschaft in der Bundesrepublik Deutschland am seinerzeitigen Regierungssitz Bonn, die ihren vorläufigen Sitz im Kurhotel Bad Neuenahr hatte. Bis 1954 wurde sie nach Köln-Marienburg in die Villa Am Südpark 49 verlegt und im gleichen Jahr in eine Botschaft umgewandelt. Um 1960 folgte eine erneute Verlegung innerhalb Kölns an den Kaiser-Wilhelm-Ring 34 (Stadtteil Altstadt-Nord). Von 1960 bis 1963 war das Amt des Botschafters vakant, die Geschäfte wurden in dieser Zeit durch wechselnde Geschäftsträger aus der nachgeordneten Beamtenebene wahrgenommen. Zwei Tage nach Bekanntwerden der Anerkennung der Deutschen Demokratischen Republik (DDR) durch Kuba unterbrach die Bundesrepublik am 14. Januar 1963 ihrerseits die diplomatischen Beziehungen zu dem Staat, sodass die kubanische Botschaft in Köln geschlossen wurde.
Nach beiderseitigen Verhandlungen in Paris vom 7. bis 9. Januar 1975 nahmen die Bundesrepublik und Kuba am 18. Januar 1975 ihre diplomatischen Beziehungen zueinander wieder auf. Kuba eröffnete noch im gleichen Jahr erneut eine Botschaft am Regierungssitz Bonn, die ihren Sitz zunächst im Hotel Königshof nahm, bis 1976 an der Kölner Straße 54 (heute Godesberger Allee) in Bad Godesberg, dem seinerzeitigen Schwerpunkt der diplomatischen Vertretungen. Ab spätestens 1977 war die Botschaftskanzlei in einem vormals durch das Bundesministerium für Jugend, Familie und Gesundheit und die „Zentrale Bundesbetriebsprüfungsstelle (Steuer)“ im Geschäftsbereich des Bundesfinanzministeriums genutzten Bürogebäude an der Kennedyallee 22/24 im Norden von Bad Godesberg ansässig. Es war im Eigentum des Frankfurter Immobilienunternehmers Ignatz Bubis. Am 7. April 1991 drangen anlässlich der Ablehnung durch Kuba der drei Tage zuvor beschlossenen UN-Resolution 668 über die Vertreibung der Kurden im Irak zehn Kurden in das Botschaftsgelände ein und versuchten es zu besetzen. Als Residenz der Botschaft, Wohnsitz des Botschafters, diente bis 1981 ein Einfamilienhaus im Bad Godesberger Ortsteil Friesdorf (Godesberger Allee 155), anschließend bis mindestens 1992 ein Einfamilienhaus im sog. Johanniterviertel im Bonner Ortsteil Gronau (Adalbert-Stifter-Straße 8).
Im Zuge der Verlegung des Regierungssitzes nach Berlin zog die Hauptstelle der kubanischen Botschaft Ende August 1999 dorthin um. Im bisherigen Kanzleigebäude in Bonn wurde eine Außenstelle der Botschaft belassen, die aus einer Kulturabteilung sowie einer Konsularabteilung besteht. Sie ist mit einer Leiterin der Außenstelle und einem Botschaftssekretär ausgestattet (Stand: Mai 2022). Der Konsularbezirk umfasst die alten Bundesländer.